# トリート
トリート（Treat）は1983年に結成されたスウェーデンのハードロックバンドである。

## 来歴

### 結成から解散まで（1983年 - 1993年）
1983年スウェーデンの首都・ストックホルムで結成された。それ以前からThe Boysというバンドで活動していたロバート・アーンルンド、アンダース・ヴィクストロム、レイフ・リリグレンの３人にマッツ・ダールベリとトーマス・リンドが加わる形でスタートを切った。その翌年リンドに代わり、ケン・シヴァートソンが加入した後、「Too Wild」のシングルでレコード・デビューをする。
1985年デビュー・アルバム『スクラッチ・アンド・バイト』を発表。この作品に伴うツアーを終えた後、ダールベリが脱退。後任としてレイフ・スンディンを迎える。この体制で86年に2枚目のアルバム『プレジャー・プリンシプル』を発表した。
1987年には新ドラマーに元シックス・フィート・アンダーのジェイミー・ボーガーが加入、3枚目のアルバム『ドリームハンター』を発表。この作品から「World of Promises」がシングル・カットされ、好調なセールスを記録。アルバムに伴うツアーも成功の内に幕を閉じたが、その後リリグレンとシヴァートソンが脱退してしまう。
2人の脱退後、バンドはヨアキム・ラーションとパトリック・アッペルグレンを迎え、4枚目のアルバム『オーガナイズド・クライム』を発表。
1990年初の来日公演を行う。
1990年代に入ると当時主流になっていたグランジやオルタナティヴ・ロックの方向性に沿うような形で新作を作っていたが、その方向性に反発を示したアーンルンドが脱退。その後任はマッツ・レヴィンであり、彼を迎えたバンドは1992年に5枚目のアルバム『トリート』を発表。しかし従来と違う作風に好評は得られず、同作に伴うツアー終了後、バンドは解散は発表した。解散後の2001年に、メンバーの一切関与していない海賊版同然の未発表曲集『マッスル・イン・モーション』が発売された。

### 再結成から現在まで（2006年 - ）
2006年、バンドは再結成を発表。編成は『オーガナイズド・クライム』発表時のメンバーからラーションに代わり、ナリー・ポールソンを加えたものであった。バンドはこの編成で新曲2曲をレコーディング、この2曲はベスト・アルバム『ウェポンズ・オブ・チョイス 1984-2006』に収録された。これを機にバンドはニュー・アルバムの作成に動き出す。
2010年、18年振りとなるスタジオ・アルバム『クーデ・グラー~最後の一撃』を発表する。
2012年ポールソンが脱退、代わりにフレドリック・トマンダーが加入しライヴ活動を頻繁に行っていたが、2013年バンドは2度目の解散を発表した。
解散発表後、ライヴのオファーが次々と舞い込みタイミングを逸していた中、2015年には「Kawasaki Rock City」及び「Namba Rock City」出演のため2度目の来日。ヨーロッパやクラッシュダイエットと共演した。
バンドは来日公演の後解散発表を撤回し、2016年に7枚目のアルバム『ゴースト・オブ・グレイスランド』を発表した。
2017年、5月に3回目の来日。
2018年9月5日、8枚目のアルバム『TUNGUSKA（ツングースカ）』リリース。
10月4日-10月6日、ニューアルバム『TUNGUSKA』リリースに伴う来日公演を東名阪で行った。
2022年 4月8日にニュー・アルバム『THE ENDGAME』を『Frontiers Records』よりリリース。
母国のスウェーデン チャートで10位以内の大ヒットなった。

## メンバー

### 現在のメンバー
- ロバート・アーンルンド Robert Ernlund - ボーカル（1983年 - 1992年、2006年 - ）
- アンダース・ヴィクストロム Anders "Gary" Wikström - ギター（1983年 - 1993年、2006年 - ）
- ジェイミー・ボーガー Jamie Borger - ドラムス（1987年 - 1993年、2006年 - ）
- パトリック・アッペルグレン Patrick Appelgren - キーボード（1989年 - 1993年、2006年 - ）
- ナリー・ポールソン Nalle Påhlsson - ベース（2006年 - 2012年、2019年 - ）

## 作品
オリジナル・アルバム
|     | 発売年 | タイトル                                          | 備考                                                                                                 |
| --- | ------ | ------------------------------------------------- | --- |
| 1st | 1985年 | スクラッチ・アンド・バイト Scratch and Bite       | 2008年にデビュー25周年記念盤としてリマスター版が発売された。                                         |
| 2nd | 1986年 | プレジャー・プリンシブル The Pleasure Principle   | |
| 3rd | 1987年 | ドリームハンター Dreamhunter                      | |
| 4th | 1989年 | オーガナイズド・クライム Organized Crime          | |
| 5th | 1992年 | トリート Treat                                    | |
| 6th | 2010年 | クーデ・グラー ~最後の一撃 Coup de Grace          | |
| 7th | 2016年 | ゴースト・オブ・グレイスランド Ghost of Graceland | |
| 8th | 2018年 | ツングースカ TUNGUSKA                             | 通常盤とSHM-CD+DVDデラックス盤の2エディションで日本先行リリース。両形態共にボーナストラック1曲収録。 |
| 9th | 2022年 | ザ・エンドゲーム The Endgame                      | 日本盤にボーナストラック1曲収録                                                                      |